# Partabgad
Partabgad, Partabgarh o Pratabgarh és una antiga fortalesa de Maharashtra al districte de Satara a uns 12 km al sud-oest de Mahabaleshwar en un cim de les muntanyes Ghats Occidentals que dominaven el Par Ghat i dividien les fornt del Savitri del riu Koina, afluent del Kistna. La fortalesa estava a 1.098 metres d'altura; al nord i oest estava defensada per penys-segats i la resta per muralles i bastions de 10 a 12 metres; part de la muntanya era de roca despullada difícil d'escalar.
El 1656 Sivaji, el fundador del poder maratha, va seleccionar Partabgad com una de les seves principals fortaleses. A Partabgad fou assassinat a traïció el general musulmà Afzul Khan, enviat contra Sivaji pel sultà de Bijapur, que fou convidat pel cap maratha a una entrevista personal (1659); forces de Sivaji, amagades, van matar el general que només anava escortat per un home. Les forces musulmanes al saber la mort del seu cap, foren derrotades. A la tercera Guerra Maratha o Anglo-maratha de 1818 la fortalesa es va rendir als britànics per negociació, tot i que tenia una important guarnició.

## Galeria d'imatges

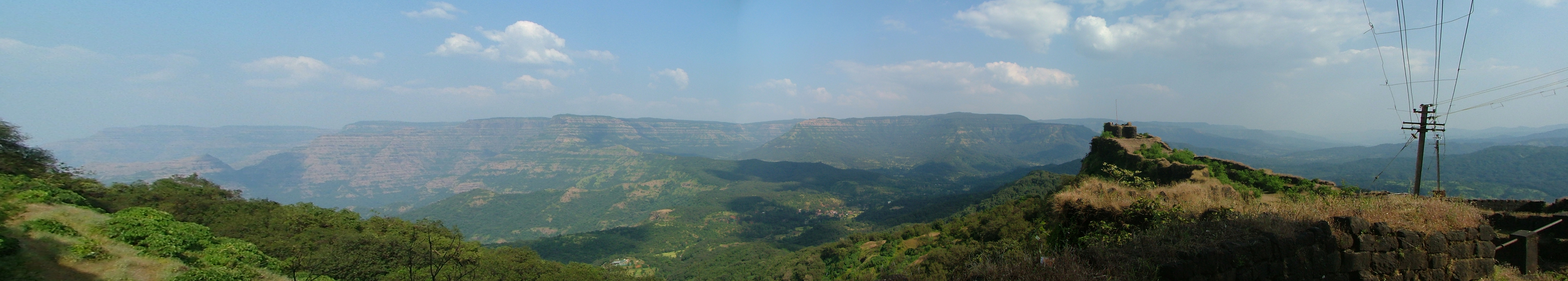
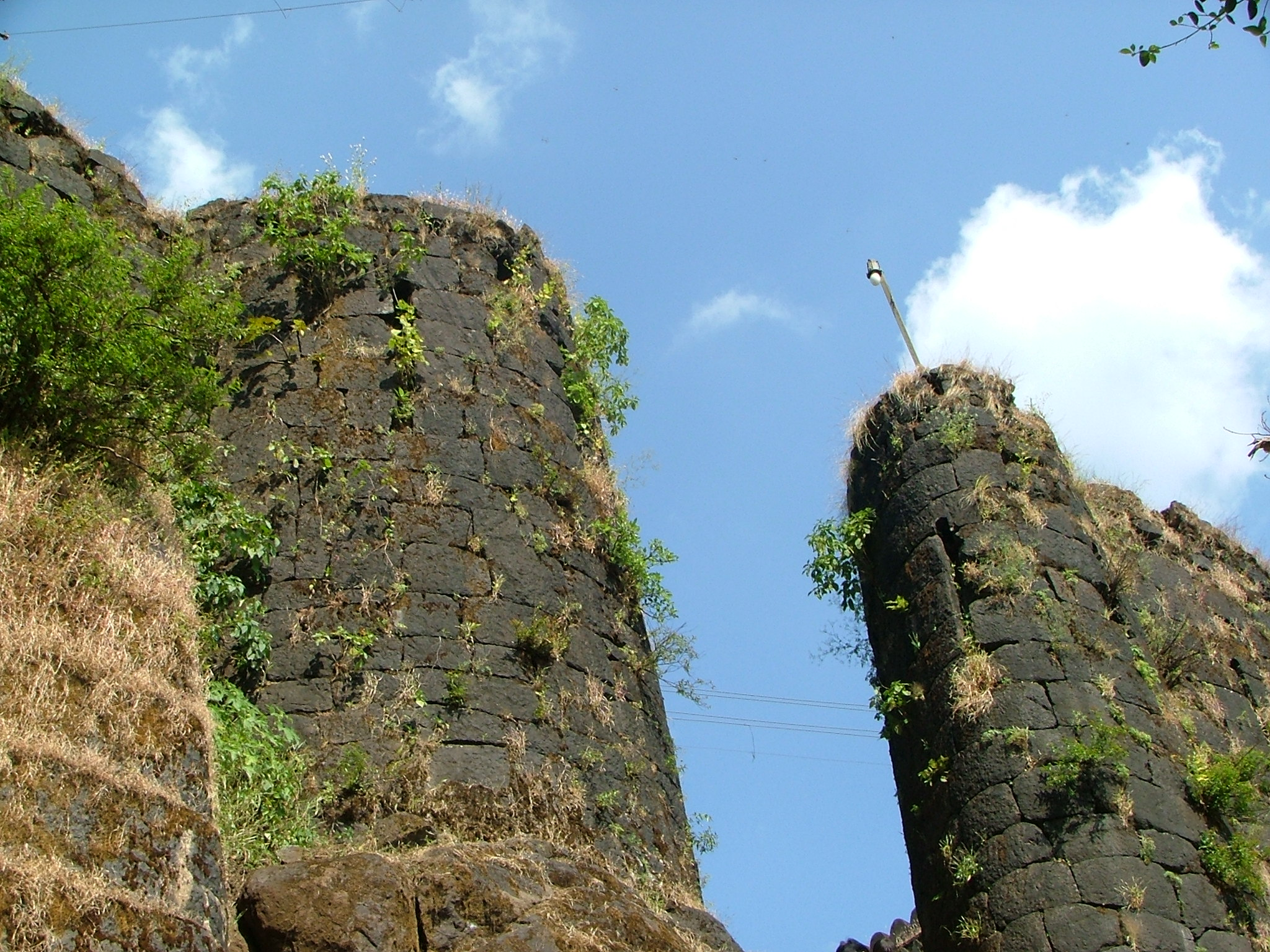
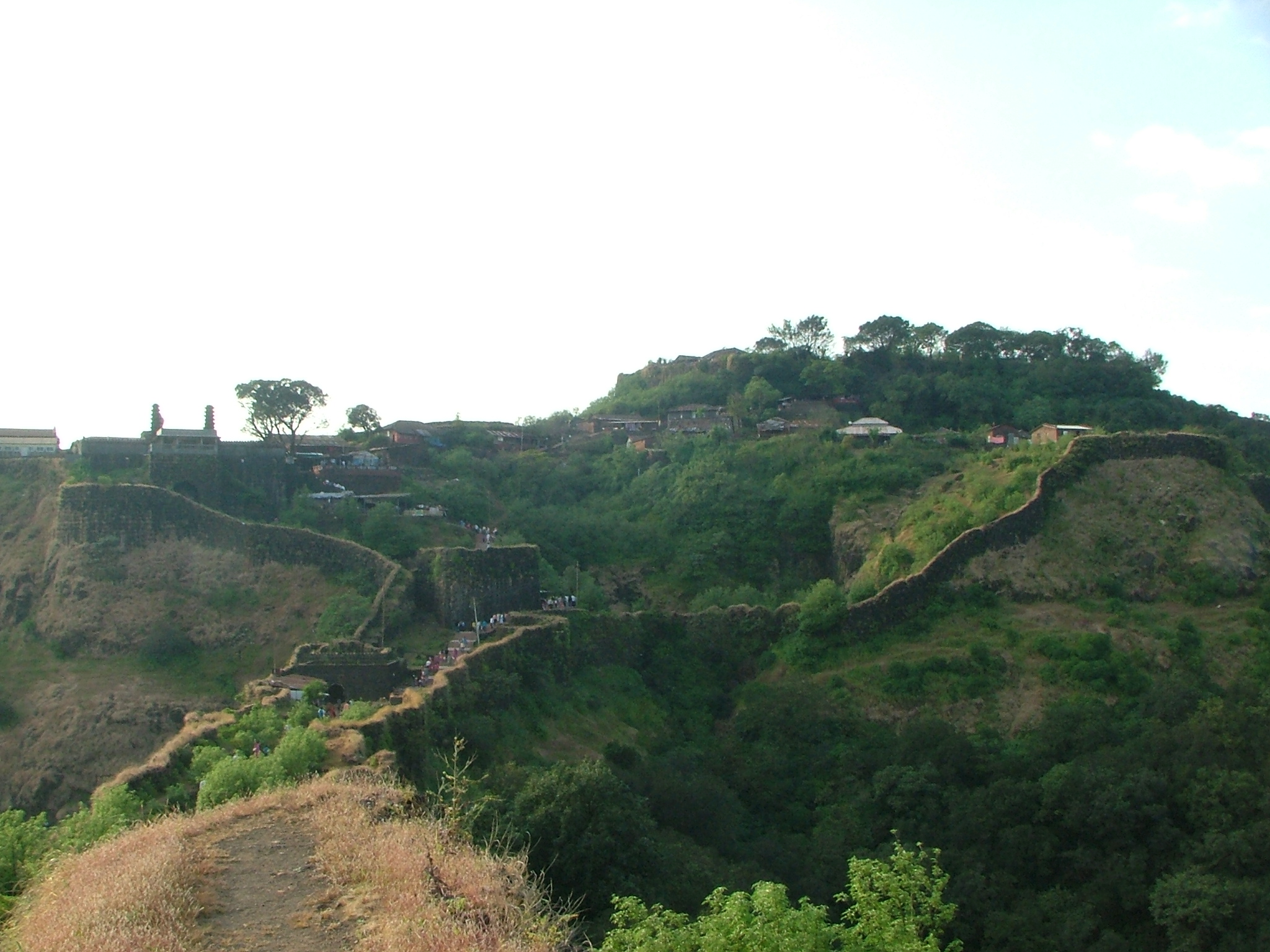
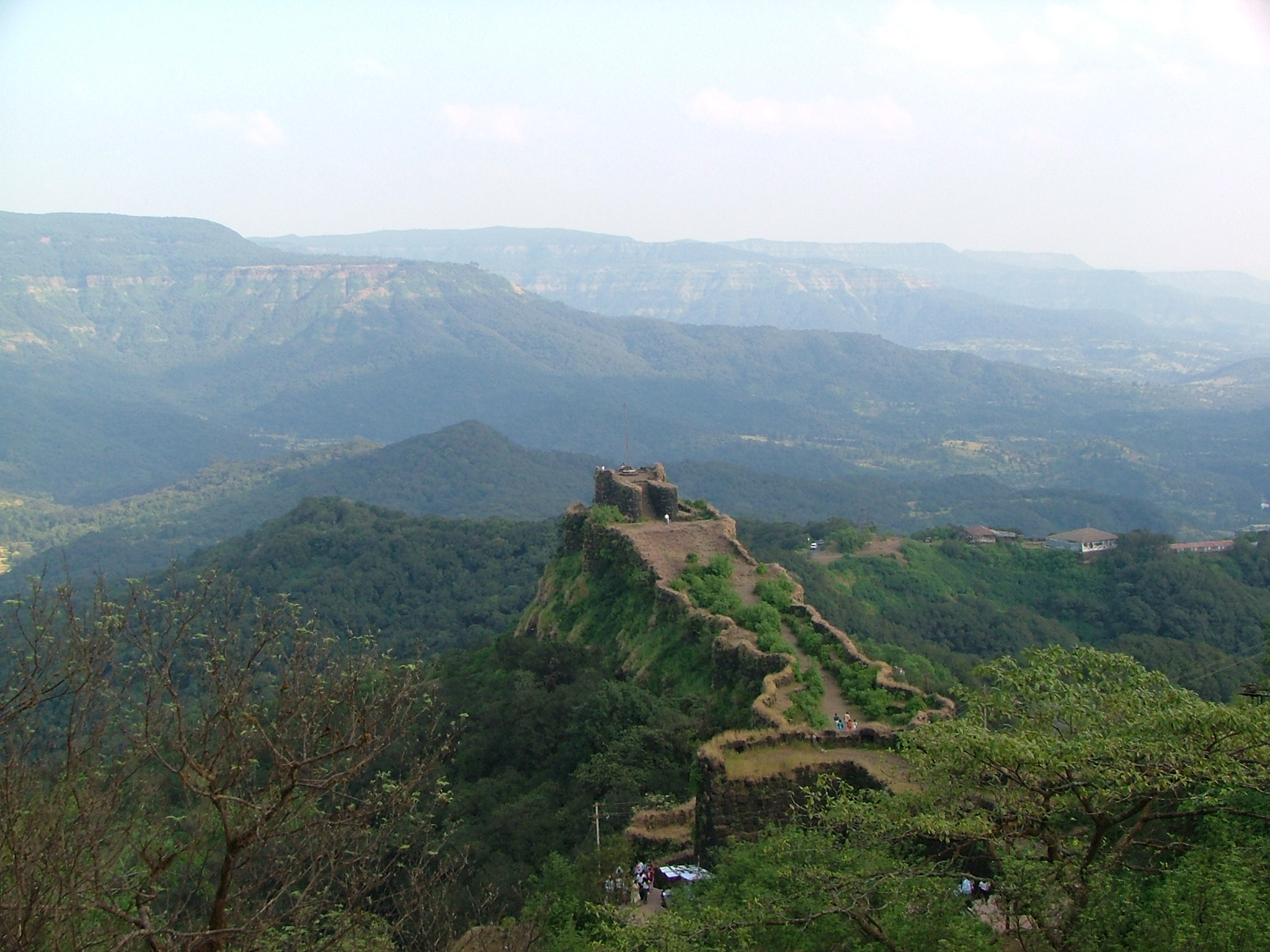
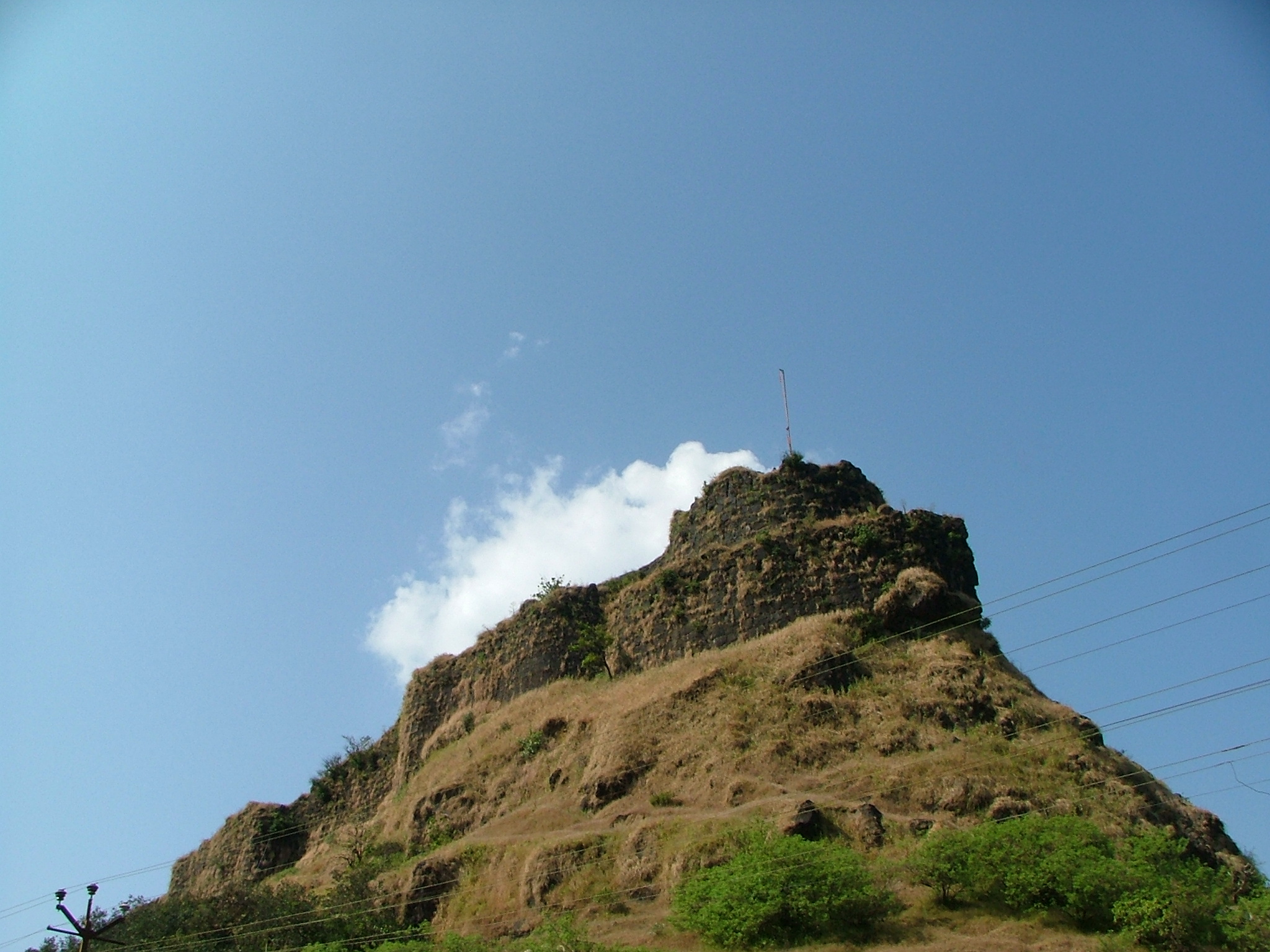
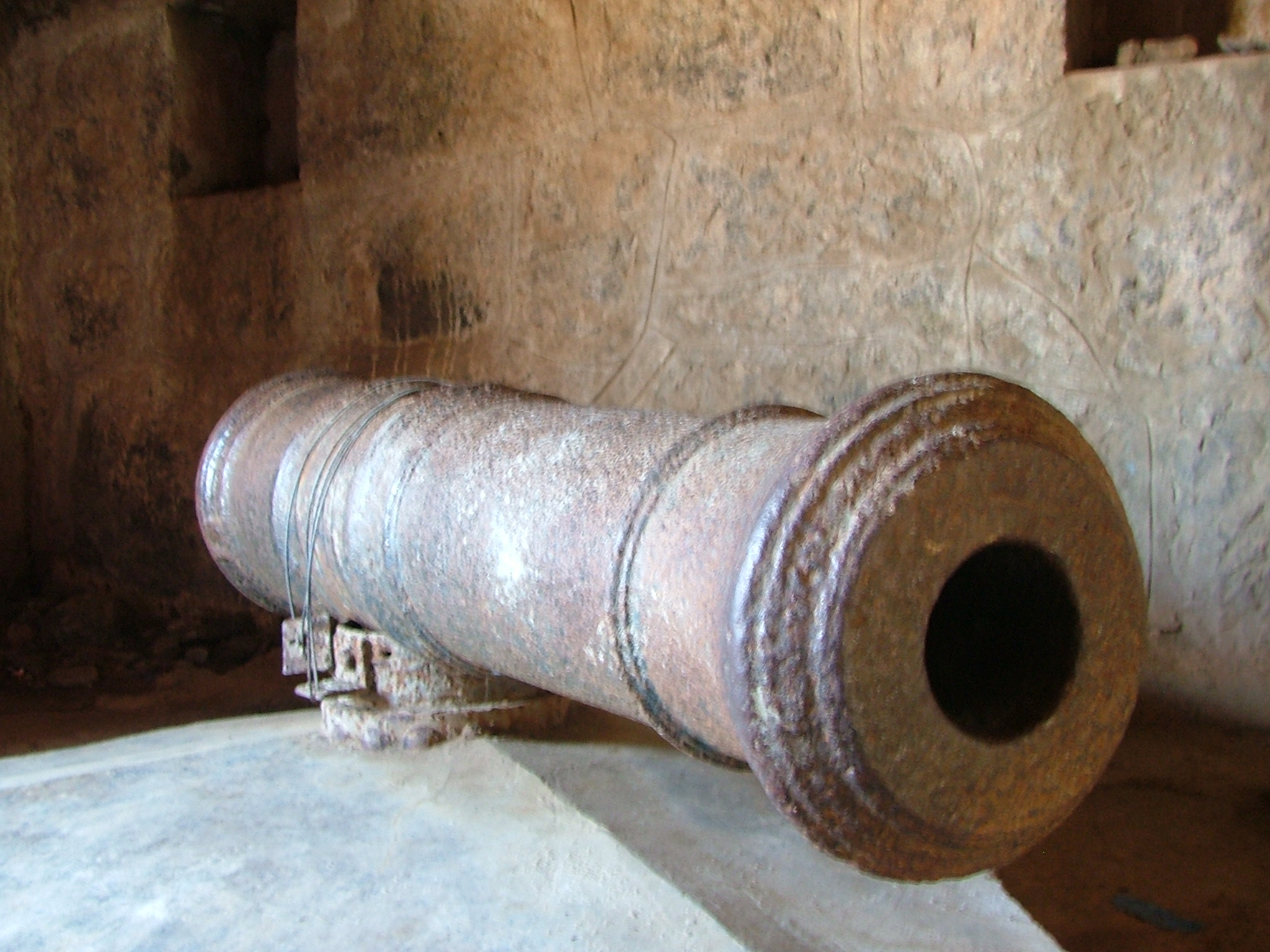
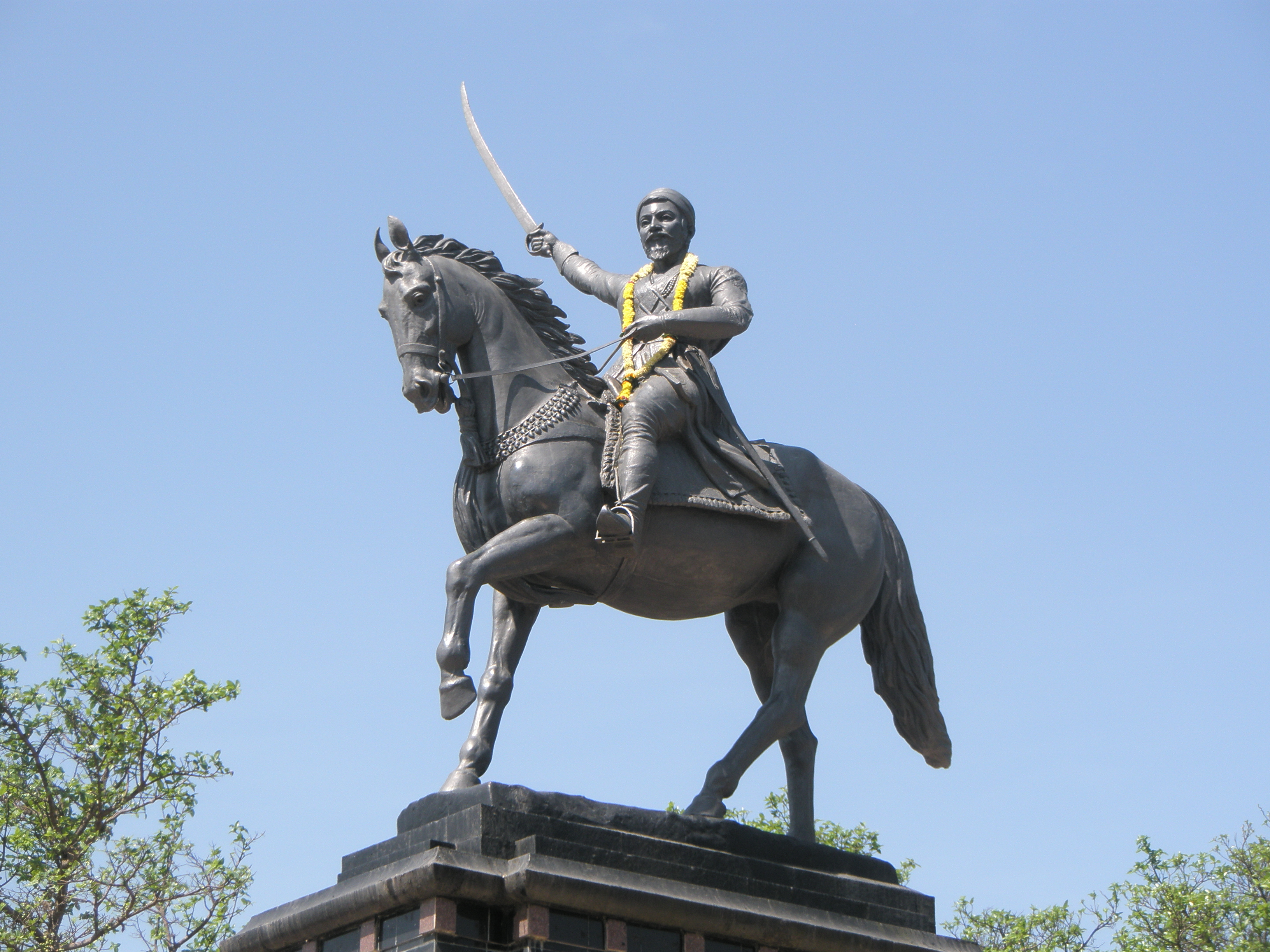
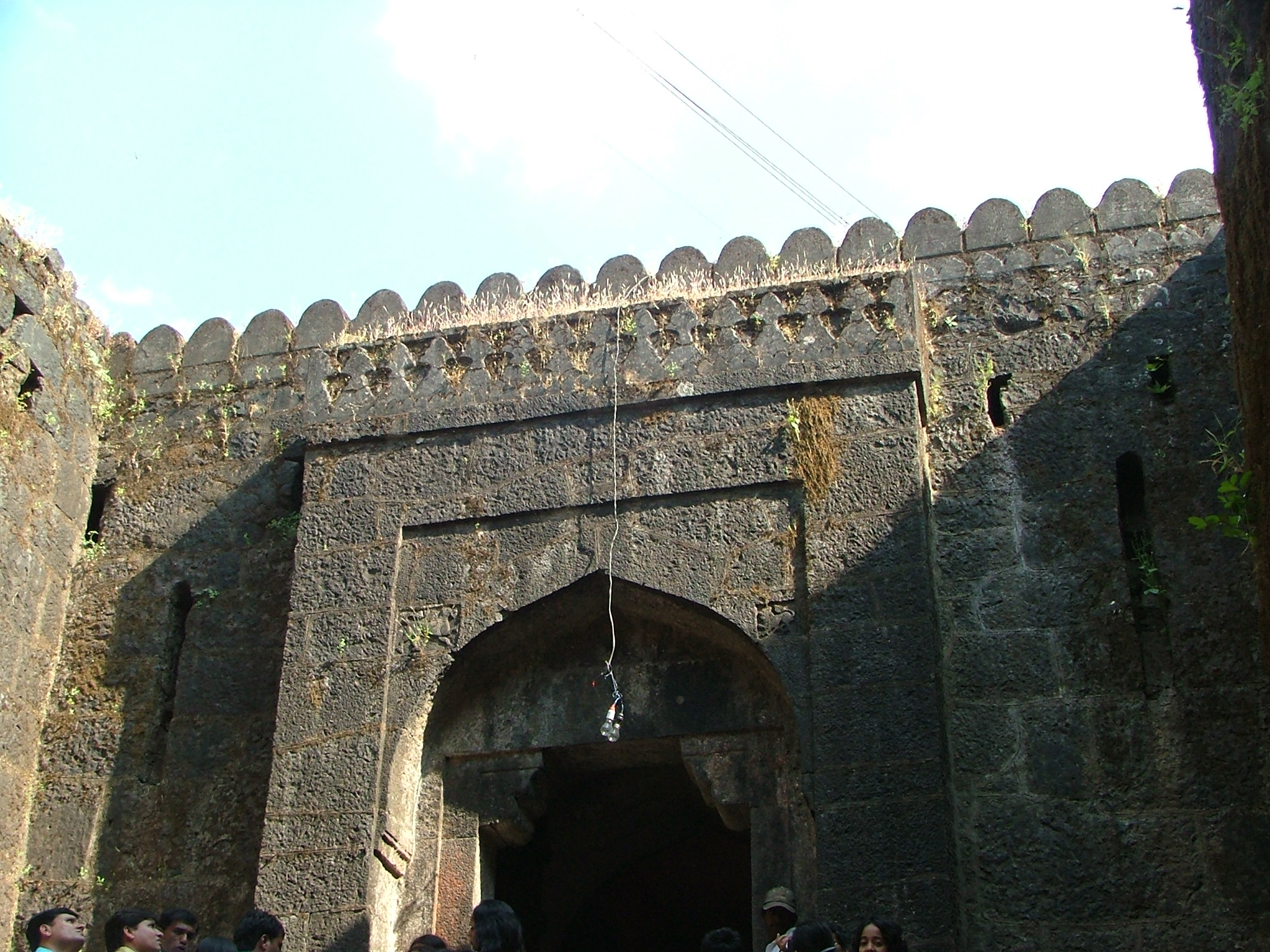
Entrada principal

## Nota
1. ↑  Un relat esplèndid d'aquest fets el dona Grant Duffs a History of the Marathas, vol. I. pp. 124-126, Bombay, 1863